# Europacup II 1977/78
De 18de editie van de Beker der Bekerwinnaars werd door het Belgische RSC Anderlecht gewonnen in de finale tegen FK Austria Wien. Het was de 3de opeenvolgende finale voor RSC Anderlecht, geen enkele club deed ooit beter en het was de 2de zege.

## Kwalificatiewedstrijd
| Team #1    | Tot.  | Team #2        | 1ste wed | 2de wed |
| ---------- | ----- | -------------- | -------- | ------- |
| Rangers FC | 3 - 2 | BSC Young Boys | 1 - 0    | 2 - 2   |

## Eerste ronde
| Team #1            | Tot.            | Team #2                  | 1ste wed | 2de wed |
| ------------------ | --------------- | ------------------------ | -------- | ------- |
| Progrès Niedercorn | 0 - 10          | Vejle Boldklub           | 0 - 1    | 0 - 9   |
| PAOK Saloniki      | 4 - 0           | Zagłębie Sosnowiec       | 2 - 0    | 2 - 0   |
| Rangers FC         | 0 - 3           | FC Twente                | 0 - 0    | 0 - 3   |
| SK Brann           | 5 - 0           | ÍA Akranes               | 1 - 0    | 4 - 0   |
| 1. FC Köln         | 2 - 3           | FC Porto                 | 2 - 2    | 0 - 1   |
| AS Saint-Étienne   | 1 - 3           | Manchester United        | 1 - 1    | 0 - 2   |
| Hamburger SV       | 13 - 3          | Reipas Lahti             | 8 - 1    | 5 - 2   |
| Lokomotiv Sofia    | 1 - 8           | RSC Anderlecht           | 1 - 6    | 0 - 2   |
| Coleraine FC       | 3 - 6           | 1. FC Lokomotive Leipzig | 1 - 4    | 2 - 2   |
| Real Betis         | 3 - 2           | AC Milan                 | 2 - 0    | 1 - 2   |
| Valletta FC        | 0 - 7           | Dinamo Moskou            | 0 - 2    | 0 - 5   |
| Olympiakos Nicosia | 1 - 8           | Universitatea Craiova    | 1 - 6    | 0 - 2   |
| Cardiff City       | 0 - 1           | FK Austria Wien          | 0 - 0    | 0 - 1   |
| Lokomotiva Kosice  | 2 (uitgoals)- 2 | Östers IF                | 0 - 0    | 2 - 2   |
| Beşiktaş JK        | 2 - 5           | Diósgyőri VTK Miskolc    | 2 - 0    | 0 - 5   |
| Dundalk FC         | 1 - 4           | Hajduk Split             | 1 - 0    | 0 - 4   |

## Tweede ronde
| Team #1                  | Tot.             | Team #2               | 1ste wed | 2de wed      |
| ------------------------ | ---------------- | --------------------- | -------- | ------------ |
| Vejle BK                 | 4 - 2            | PAOK Thessaloniki     | 3 - 0    | 1 - 2        |
| FC Twente                | 4 - 1            | SK Brann              | 2 - 0    | 2 - 1        |
| FC Porto                 | 6 - 5            | Manchester United     | 4 - 0    | 2 - 5        |
| Hamburger SV             | 2 - 3            | RSC Anderlecht        | 1 - 2    | 1 - 1        |
| 1. FC Lokomotive Leipzig | 2 - 3            | Real Betis            | 1 - 1    | 1 - 2        |
| Dinamo Moskou            | 2 - 2 (3-0 n.p.) | Universitatea Craiova | 2 - 0    | 0 - 2 (n.v.) |
| FK Austria Wien          | 1 (uitgoals) - 1 | Lokomotiva Kosice     | 0 - 0    | 1 - 1        |
| Diósgyőri VTK Miskolc    | 3 - 3 (3-4 n.p.) | Hajduk Split          | 2 - 1    | 1 - 2 (n.v.) |

## Kwartfinale
| Team #1         | Tot.             | Team #2        | 1ste wed | 2de wed      |
| --------------- | ---------------- | -------------- | -------- | ------------ |
| Vejle Boldklub  | 0 - 7            | FC Twente      | 0 - 3    | 0 - 4        |
| FC Porto        | 1 - 3            | RSC Anderlecht | 1 - 0    | 0 - 3        |
| Real Betis      | 0 - 3            | Dinamo Moskou  | 0 - 0    | 0 - 3        |
| FK Austria Wien | 2 (3-0 n.p.) - 2 | Hajduk Split   | 1 - 1    | 1 - 1 (n.v.) |

## Halve finale
| Team #1       | Tot.             | Team #2         | 1ste wed | 2de wed      |
| ------------- | ---------------- | --------------- | -------- | ------------ |
| FC Twente     | 0 - 3            | RSC Anderlecht  | 0 - 1    | 0 - 2        |
| Dinamo Moskou | 3 - 3 (4-5 n.p.) | FK Austria Wien | 2 - 1    | 1 - 2 (n.v.) |

## Finale
| Team #1        | Uitslag | Team #2         |
| -------------- | ------- | --------------- |
| RSC Anderlecht | 4 - 0   | FK Austria Wien |